# Preobrazba (Kafka)
Preobrazba (njem. Die Verwandlung) je pripovijetka Franza Kafke, prvi put objavljena 1915., i svakako najslavnije njegovo djelo uz romane Proces i Dvorac. Preobrazba je, uz Jazbinu, Kafkino najsimboličnije djelo te je i dan danas jedna od ključnih tema analiza na brojnim sveučilištima diljem svijeta, a smatra se jednim od najznačajnijih djela književnosti XX. stoljeća. Nobelovac Elias Canetti opisao je djelo kao "jedno od nekolicine velikih i savršenih djela poetske maštovitosti napisanih tijekom ovog stoljeća". Djelo počinje preobrazbom marljivog trgovačkog putnika Gregora Samse u monstruozno velikog žohara. 

## Radnja
| » | Kad se Gregor Samsa jednoga jutra probudio iz nemirnih snova, nađe se u svom krevetu preobražen u golemog kukca. | « |
|   | |   |

Ovom epohalnom rečenicom Kafka, in medias res, započinje svoju pripovijetku. Gregor Samsa, marljivi, ali pasivni, trgovački putnik se nakon nemirne noći budi u svojoj malenoj sobi i spoznaje kako je postao kukac. Iako se pretvorio u životinju, Samsa nije isprva previše zabrinut te biva okupiran činjenicom da je prespavao budilicu te da je time zakasnio na prvi vlak. Odluči otići sljedećim prvim vlakom, no ubrzo ustanovi kako ustajanje nije baš toliko lagano kao što je i zamislio. Svoje trenutno stanje racionalizira umorom i razmišlja o tome kako će ono ubrzo prestati. Njegova obitelj provjerava što mu je, a ubrzo dolazi i prokurist kako bi provjerio što je s Gregorom. Iako formalno uljudan, prokurist nema prevelikog suosjećanja prema Gregoru i zahtijeva njegov izlazak, neovisno o njegovom mogućem stanju (on odbija uvjeravanja Gregorove obitelji kako se tu radi o bolesti i zahtijeva razgovor s njim). Gregor im govori da dolazi, ali njegov glas (kako je žohar) postaje glasan i neartikuliran, tako da ovi zapravo i ne razumiju o čemu Gregor govori. On se, u međuvremenu, svim silama pokušava ustati iz kreveta i dogegati do zaključanih vrata, no to mu uspije tek uz glasan prasak prilikom pada na pod (prokurist to interpretira kao šalu i provokaciju od strane Gregora, koji nešto izvodi po sobi). Uskoro se, uz veliki napor, dovuče do vrata i polagano ih otvori. Dok ih je pokušao skroz otvoriti, ona su se već pomakla, tako da je Gregor već bio vidljiv. Prva osoba koja je uočila Gregora, odnosno divovskog žohara, bio je upravo prokurist, koji je uz glasno 'O!' počeo uzmicati kada je vidio Gregora. Ubrzo su jednak šok doživjeli i članovi obitelji. Gregor, potpuno nesvjestan šoka kojeg uzrokuje, pokušava prokuristu objasniti situaciju i počinjemu se približavati, na što ovaj sve brže odmiče dok na kraju ne izjuri iz stana obitelji Samsa. Kada njegov otac dođe k svijesti, bijesno potjera Gregora u sobu i zaključa vrata. 
Ostatak radnje, prikazan primarno iz Gregorove perspektive, odvija se poprilično statično, iako prolazi dosta vremena. Gregor je ostao bez posla, a obitelj nema apsolutno nikakvih prihoda, osim ušteđevine i već primljenih Gregorovih plaća, što ipak nije dugoročno dostatno. Dok obitelj raspravlja o planovima, Gregor polagano i postepeno trune u svojoj sobi, dobivši, doduše, mogućnost promatranja i slušanja. Gregor postaje izoliran, a njegova bestijalizacija napreduje pa tako odbija svoje najdraže jelo i uzima samo smrdljive ostatke, izgubi mogućnost komunikacije, a njegovo se kretanje počinje svoditi na šetanje po zidovima i stropu. Upravo mu je taj novi hobi kod sestre Grete, koja se jedina brinula za njega i koja je jedina imala pristup njegovoj sobi, rodio ideju da bi se njegova soba mogla isprazniti kako bi Gregor imao više prostora za svoj novi hobi. Iako isprva sretan zbog nove prilike, Gregor je ubrzo shvatio, točnije, u njemu se ponovo rodio ljudski instinkt te je, svojim pukim pojavljivanjem i pokrivanjem fotografije koja se nalazila u sobi, dao obitelji do znanja kako ne smiju pomicati namještaj iz sobe. Ovo je bio prvi od dva događaja kada se u Gregoru probudio ljudski instinkt koji ga je vraćao u stvarni svijet i borio se protiv životinje u koju se pretvarao. Soba mu je ostala kakva je,  ali prestraši majku te otac iz osvete napuni džepove jabukama i počne gađati Gregora njima. Iako mu načelno ne nanose previše štete, jedna od njih zabije mu se u leđa i tu ostane. Nakon toga, Gregor se povlači u svoju sobu. 
Jasno, obitelj Samsa ubrzo je ostala bez novca kojega je imala tako da su se svi pozapošljavali. Majka kao tkalja, otac kao portir, a sestrin posao bio je toliko naporan da je počela zapostavljati Gregora. Ujedno, u jednu su sobu (jer su otpustili Annu i unajmili jednu staru sluškinju, koja se jedina nije bojala Gregora, već se ponašala normalno u njegovoj prisutnosti) primili podstanare, trojicu bradatih muškaraca (inače arhetip u Kafkinom djelu). Kako su svi bili zaokupljeni svojim poslom, Gregor je postao sve manje bitan, a u njegovu su sobu odlagani nepotrebni predmeti i razrnorazno smeće iz kuće, tako da je njegova soba, zajedno s njim postala svojevrsno smetlište, a on gotovo nepostojan, kao stari komad namještaja kojega se žele, ali ne mogu riješiti. Također, Gregor je upao u stanje u kojem je postao svjestan licemjerja svoje vlastite obitelji koja je cijelo vrijeme ovisila o njemu, žaleći se kako ne može raditi, ali je pokazala kako bez velike muke mogu i samo zarađivati, ali ono što je zanimljivo je da Gregor krivi sebe za to, on ne optužuje svoju obitelj već, kao što je njegov vječni problem s autoritetom, krivnju prebacuje na sebe i njima ne zamjera. U jednom trenutku, kada je njegova sestra odlučila svirati violinu pred podstanarima, u Gregoru se ponovo probudila ljudskost i on je njezino prosječno sviranje čuje kao genijalnost i virtuozitet sviranja na violini. Teško se gibajući, on odluči vidjeti sestru kako svira (on si još uvijek predbacuje što sestru nije uspio poslati na Konzervatorij, iako mu je to bio plan) i upadne u prostoriju na iznenađenje svih prisutnih. Iako ga bradata gospoda gledaju sa zanimanjem, obitelj se zaprepasti i prvo potjera bradatu gospodu (koji otkažu najam) u njihove sobe.
Nakon što se ovi zatvore u svoju sobu, obitelj okupljena u dnevnoj sobi prihvaća da kukac više nije njihov sin te ga svi odbacuju. Gregor se po posljednji put povlači u sobu. 
U toj je sobi, gotovo nepokretan ostao do samoga kraja. Jabuka u leđima se ognojila i stvorila opasnu upalu koja je paralizirala Gregora, koji je pak ostao ležati na sredini sobe. Postavši tako, doslovno, nepotreban objekt, on se pomirio sa svime i tako, nakon vlastite odluke, umro tijekom noći. Njegovo tijelo otkrila je stara služavka koja je i ustvrdila da je umro. Njegova obitelj tada doživljava nekakvo smirenje, odluči započeti novi život i planira ljepšu i bolju budućnost, a "to im potvrdi nove snove i dobre namjere." Gregor Samsa umro je tako sam i zapostavljen, taj čovjek pretvoren u žohara umro je kao životinja koja je fizički bio, ali je gora smrt bila ona njegove ljudskosti, koja je tijekom cijele pripovijetke čučila u njemu, boreći se za povratak, ali ju je ograničenost okoline, koja nije mogla vidjeti dalje od ružnog žohara, ubila puno prije nego što je Samsa fizički umro.

## Likovi

### Odnosi među likovima
OTAC: Nakon preobrazbe, odnos oca prema svom sinu Gregoru je grub, on njega mrzi i ne smatra ga sinom. Takav odnos proizlazi iz Kafkina odnosa prema svom ocu. Otac Gregora tuče i ne pušta ga da uopće izađe iz kuće, ne pušta ga čak ni iz sobe. Tako je bio grub da ga je gađao jabukama i jednom ga je pogodio u leđa, a poslije umire zbog toga.
MAJKA: Majka voli sina Gregora, ali ga se srami i stoga ga ne želi vidjeti. Ipak se na kraju dovoljno sabrala da bi išla k njemu. Tako je i on bio sretan, jer njemu je bilo dovoljno da čuje njihov glas da bi se razveselio.
GRETA:  Greta je jedina u obitelji koja stvarno voli Gregora, ona se brine za njega, hrani ga i pomaže mu kad god može. Gregor je isto volio nju i stoga mu je bilo žao što joj nije rekao o namjerama da ju upiše u konzervatoriji, jer je tako lijepo svirala. No i ona ga počinje zanemarivati, diže ruke od njega.

## Tematika
Kafka u ovom djelu prikazuje otuđenost Gregora. On je čovjek,  ali sasvim je drukčiji, različit i stoga ga nitko ne voli, cijela obitelj ga mrzi i hoće ga se riješiti tako da bi ih što manje osramotio. Jedino se sestra brine za njega. Unatoč svemu Gregor je usamljen jer osim sestre on nema nikoga, cijeli njegov svijet mala je soba iz koje ne smije izaći. Jako se bojao oca koji ga je mrzio i htio je učiniti bilo što da bi ga se riješio. To se i dogodilo, on je bio krivac za njegovu smrt kad ga je pogodio jabukom u leđa. Mama ga je također voljela, ali upravo zbog toga ga nije željela vidjeti jer nije mogla podnijeti sve to.

## Simbolika
Simbol jabuke ima različita značenja, a jedno od tih značenja može se izreći kao 'jabuka razdora'. Motiv je poznat još i iz antičke književnosti kada je Paris trebao dati zlatnu jabuku najljepšoj između Here, Atene i Afrodite.
Afrodita mu je obećala za ženu prelijepu Helenu te se Paris odlučuje njoj dati jabuku. Tim je činom uvrijedio Heru i Atenu koje su potom, za osvetu, učinile Parisa i Helenu neposrednim uzročnicima Trojanskog rata. Od tog je časa jabuka postala simbolom zavade, često korišten u književnosti.

## Vanjske poveznice

### Sestrinski projekti
|  | Zajednički poslužitelj ima još gradiva o temi Preobrazba |

### Mrežna mjesta
- Izvorni njemački tekst  Arhivirana inačica izvorne stranice od 7. ožujka 2012. (Wayback Machine) (text, pdf, html)
- Film
- Španjolski prijevod